# Jefren Páez
Jefren Paez (México, D.F., 9 de junio de 1993) es un futbolista mexicano que juega en la posición de Volante. Su equipo es el Neza UTN.

## Trayectoria
Debutó en la Primera División Mexicana en el 6 de noviembre de 2010, un partido donde Club de Fútbol Pachuca derrotó al Querétaro Fútbol Club por marcador de 2-1.

## Clubes
| Club                   | País   | Año         |
| ---------------------- | ------ | ----------- |
| Club de Fútbol Pachuca | México | 2010 - 2012 |
| Neza FC                | México | 2012 - 2013 |
| Puebla Fútbol Club     | México | 2013 - 2014 |
| Neza UTN               | México | 2014 -      |

- Datos: Q16301463